# Claude Ambrose Rogers
Pour les articles homonymes, voir Rogers.
Claude Ambrose Rogers (1er novembre 1920 – 5 décembre 2005) est un mathématicien britannique qui travaillait en théorie des nombres (géométrie des nombres), en théorie des empilements de sphères et en analyse.

## Biographie
Rogers fait des études à Londres — au University College et au Birkbeck College — et obtient son Bachelor's degree en 1941. Pendant la Seconde Guerre mondiale, il travaille comme assistant expérimental pour le ministère de l'approvisionnement. En 1946, il devient chargé de cours au University College, où il soutient en 1949 une thèse, sous la direction de Lancelot Bosanquet (de). En 1952, il obtient un doctorat en sciences, travaille avec Harold Davenport et devient lecteur. En 1954, il est professeur à l'université de Birmingham et de 1958 jusqu'à sa retraite en 1986, occupe la chaire Astor de mathématiques au University College.
Claude A. Rogers écrit de nombreux travaux sur les empilements de sphères, dont certains avec Paul Erdős et H. S. M. Coxeter. Pour ces empilements dans l'espace euclidien de dimension d, il donne en 1958 un majorant qui, pour les basses dimensions (d compris entre 3 et 43), reste longtemps le meilleur connu (en 2001, Károly Bezdek (en) l'améliore pour d > 7). Il travaille ensuite, entre autres, en théorie de la mesure. Il écrit le premier manuel sur les mesures de Hausdorff, très utilisées dans l'étude des fractales. Il publie également les œuvres complètes de Davenport.
Rogers reçoit le prix Berwick en 1957. En 1959, il devient membre de la Royal Society et, pendant un temps, de son conseil. De 1970 à 1972, il est président de la London Mathematical Society, qui lui décerne la médaille De Morgan en 1977. Il est conférencier invité au Congrès international des mathématiciens, en 1974 à Vancouver (Probabilistic and combinatorial methods in the study of the geometry of euclidean spaces) et en 1954 (The Minkowski-Hlawka Theorem (en)).

## Sélection de publications
- Packing and Covering, Cambridge Tracts, 1964
- Hausdorff Measures, CUP, 1970
- « The packing of equal spheres », Proc. London Math. Soc., vol. 8,‎ 1958, p. 609